# あなたはひどいです
『あなたはひどいです』は、2017年3月4日から大韓民国のMBCで放送されたテレビドラマ。全50話。
日本では2017年10月19日からWOWOWで放送された。

## キャスト

### 主要人物
- ユ・ジナ（劉智娜）/ キム・ヘジョン：オム・ジョンファ[2]

このドラマの主人公。スター歌手。
- チョン・ヘダン（丁海棠）：チャン・ヒジン[3] （6話まではク・ヘソン[4]）

歌手ユ・ジナの歌まね歌手。ユ・ジィナ（劉舉娜）という芸名で活動している。
- イ・ギョンス（李慶修）：カン・テオ[5]

盲目の青年でやがてヘダンと惹かれるが、実は、過去に母から捨てられたことがある。

### ヘダンの家族
- チョン・ガンシク（丁姜植）：カン・ナムギル

ヘダンの父。
- チョン・ヘジン（丁海真）：シン・ダウン

ヘダンの最初の妹。
- チョン・ヘソン（丁海星）：キム・ギュソン

ヘダンの二番目の妹。
- チョン・ヘス（丁海秀）：チョン・ヘナ

ヘダンの三番目の妹。

### ソンファンの家族
- パク・ソンファン（朴成煥）：チョン・グァンリョル

GRグループ会長で、ジナに求婚する。
- パク・ヒョンジュン（朴賢俊）：チョン・ギョウン

ソンファンの長男。
- ソン・ギョンジャ（成景子）：チョン・ヘソン

ソンファンの母。
- パク・ヒョンジュン：ソン・テヨン[6]

- チェ・ギョンエ（崔京愛）：イ・ファヨン
- ホン・ユニ（洪允熙）：ソン・テヨン
- パク・ヒョンソン（朴賢成）：イル
- コ・ナギョン（高娜慶）：ユン・アジョン

## 日本での放送
放送チャンネルによって、話数がオリジナルの話数と異なる事がある。放送形式は、朝鮮語放送（日本語字幕付き）。
- WOWOW：2017年10月19日 - 2017年12月28日（毎週月～金 8時15分 - 9時30分）
  - 同上：2021年5月25日 - 2021年8月5日（毎週月～金 9時45分 - 11時00分）※再放送
- LaLa TV：2018年4月23日 - 2018年6月29日（毎週月～金 12時00分 - 13時30分）
  - 同上：2018年12月21日 - 2019年3月1日（毎週月～金 15時15分 - 16時45分）※再放送
- BS11：2018年8月21日 - 2018年11月22日（毎週月～金 13時59分 - 15時00分）※68話版で放送
- フジテレビTWO：2020年6月21日 - 2020年12月6日（毎週日 8時20分 - 10時40分）※二話連続放送
  - 同上：2020年6月27日 - 2020年12月12日（毎週土 7時00分 - 9時20分）※再放送、二話連続放送
- 奈良テレビ：2020年8月21日 - 2021年12月10日（毎週金 8時30分 - 9時25分）※68話版で放送
- 千葉テレビ放送：2021年1月19日 - 2022年8月30日（毎週火 19時00分 - 20時00分）※68話版で放送
- とちテレ：2022年2月28日 - 2022年11月15日（毎週月・火 12時00分 - 12時55分）※68話版で放送
- ぎふチャン：2022年3月28日 - 2022年7月6日（毎週月〜金 13時30分 - 14時30分）※68話版で放送
- びわ湖放送：2022年4月15日 - （毎週金 13時00分 - 13時55分）※68話版で放送予定